# ヴァンサン・ラコスト
ヴァンサン・ラコスト（Vincent Lacoste、1993年7月3日 - ）は、フランスの俳優。

## 出演作品
- 2009 : いかしたガキども Les Beaux Gosses (監督：リアド・サトゥフ) : エルヴェ
- 2011 : Au bistro du coin (監督：Charles Nemes) : Jules
- 2011 : ロー・コスト 〜ＬＣＣの逆襲〜 Low Cost (監督：モーリス・バルテレミ) : Dimitri
- 2011 : スカイラブ Le Skylab (監督：ジュリー・デルピー） : クリスチャン
- 2011 : De l'huile sur le feu (監督：Nicolas Benamou) : Pierrick
- 2012 : JC comme Jésus Christ （監督：ジョナタン・ザッカイ）: JC
- 2012 : アステリックスの冒険〜秘薬を守る戦い Astérix et Obélix : Au service de Sa Majesté (監督：ローラン・ティラール) : グドゥリックス
- 2012 : カミーユ、恋はふたたび Camille redouble (監督：ノエミ・ルヴォヴスキ）: ヴァンサン
- 2014 : ジャッキーと女たちの王国 Jacky au royaume des filles (監督：リアド・サトゥフ) : Jacky
- 2014 : ヒポクラテスの子供達（別題：ヒポクラテス） Hippocrate （監督：トマ・リルティ）: バンジャマン
- 2014 : EDEN/エデン Eden （監督：ミア・ハンセン＝ラヴ） : トマ・バンガルター
- 2015 : 小間使いの日記 Journal d'une femme de chambre （監督：ブノワ・ジャコ）: ジョルジュ
- 2015 : Lolo (監督：ジュリー・デルピー) : Lolo
- 2015 : シム氏の大変な私生活 La Vie très privée de Monsieur Sim (監督：ミシェル・ルクレール）: ジャック・シム（20歳）
- 2016 : わたしはパリジェンヌ Peur de rien （監督：ダニエル・アルビド）: Rafaël
- 2016 : Tout de suite maintenant （監督：パスカル・ボニゼール） : Xavier
- 2016 : Saint Amour （監督：Gustave Kervern et Benoît Delépine） : Mike
- 2016 : ヴィクトリア Victoria （監督：ジュスティーヌ・トリエ）: サム
- 2017 : サハラ Sahara （監督：Pierre Coré） : Gary (声の出演)
- 2018 : ソーリー・エンジェル Plaire, aimer et courir vite （監督：クリストフ・オノレ） : アルチュール
- 2018 : Première Année （監督：トマ・リルティ） : Antoine
- 2018 : アマンダと僕 Amanda （監督：ミカエル・アース）: ダヴィド
- 2019 : Deux fils （監督：フェリックス・モアティ） : Joachim
- 2019 : De nos frères blessés（監督：Hélier Cisterne）：Fernand Iveton
- 2019 : 今宵、212号室で Chambre 212 （監督：クリストフ・オノレ）: 25歳のリシャール
- 2020 : Mes jours de gloire (監督：Antoine de Bary) : Adrien
- 2020 : デリート・ヒストリー スマホの履歴を消去せよ！ Effacer l’historique (監督：ブノワ・ドゥレピーヌ ＆ ギュスタヴ・ケルヴェン) : マリーを脅迫する男
- 2020 : Illusions perdues（監督：Xavier Giannoli）
- 2021 : Le Temps D’Aimer（監督：Katell Quillévéré）

## 主な受賞歴

### 受賞
- 2009 : リュミエール賞 優秀有望男優賞 Anthony Sonigoと同時受賞（いかしたガキども）
- 2016 : パトリック・ドヴェール賞
- 2018 : カブール映画祭 スワン・ドール 優秀男優賞 ピエール・ドゥラドンシャンと共に（ソーリー・エンジェル）
- 2019 : Globes de cristal 優秀男優賞 （ソーリー・エンジェル）

### ノミネート
- セザール賞（2010） : 有望若手男優賞（いかしたガキども）
- セザール賞（2015） : 主演男優賞（ヒポクラテスの子供達）
- セザール賞（2017） : 助演男優賞（ヴィクトリア）
- セザール賞（2019） : 主演男優賞（アマンダと僕）